# Tarbagataj
De Tarbagataj (Russisch: Тарбагатай; Mongools: Тарвагатайн нуруу; Kazachs: Тарбағатай жотасы) is een bergketen in de Oblast Oost-Kazachstan van Kazachstan en de autonome regio Xinjiang van China. De Tarbagatay is een zuidelijke uitloper van de Altaj. Het hoogste punt van de bergketen is de Tastau, met een hoogte van 2.992 meter. De bergen worden bewoond door argali's (Ovis ammon), Aziatische steenpatrijzen (Alectoris chukar) en hoog in de bergen door een marmottensoort genaamd tarbagan (Marmota sibirica). Deze laatste is de naamgever van het gebergte.